# El Guirigay
El Guirigay fue un periódico satírico y progresista español apareció el 1 de enero de 1839 y fue suspendido por Real orden el 7 de julio del mismo año. Fundado por Manuel Antonio de las Heras, conde de Sanafé, Luis González Bravo —con el seudónimo de «Ibrahim Clarete»— y Juan Bautista Alonso, su director era Isidro Sánchez Caro. Fue uno de los cuatro periódicos españoles —junto con El Hablador, El Graduador y La Revolución— clausurados entre 1838 y 1840.
Con una línea editorial «demagógica y populista», atacaba constantemente a la reina gobernadora, María Cristina de Borbón, y sus ministros, por lo que fue sujeto a varias inspecciones de la policía hasta su supresión «ejemplarizante» y definitiva, por orden del Gobierno, el 7 de julio de 1839. Durante su corta existencia, había sido blanco de 13 de las 21 denuncias realizadas contra la prensa hasta mayo de ese año.
Tras su clausura, Antonio Torija Carresse intentó publicar, en agosto del mismo año, el folleto El Guirigay, los Ministros y Espartero, cuya publicación y circulación fue impedido por el gobernador en Madrid, José María Puig Sánchez.